# Sládek

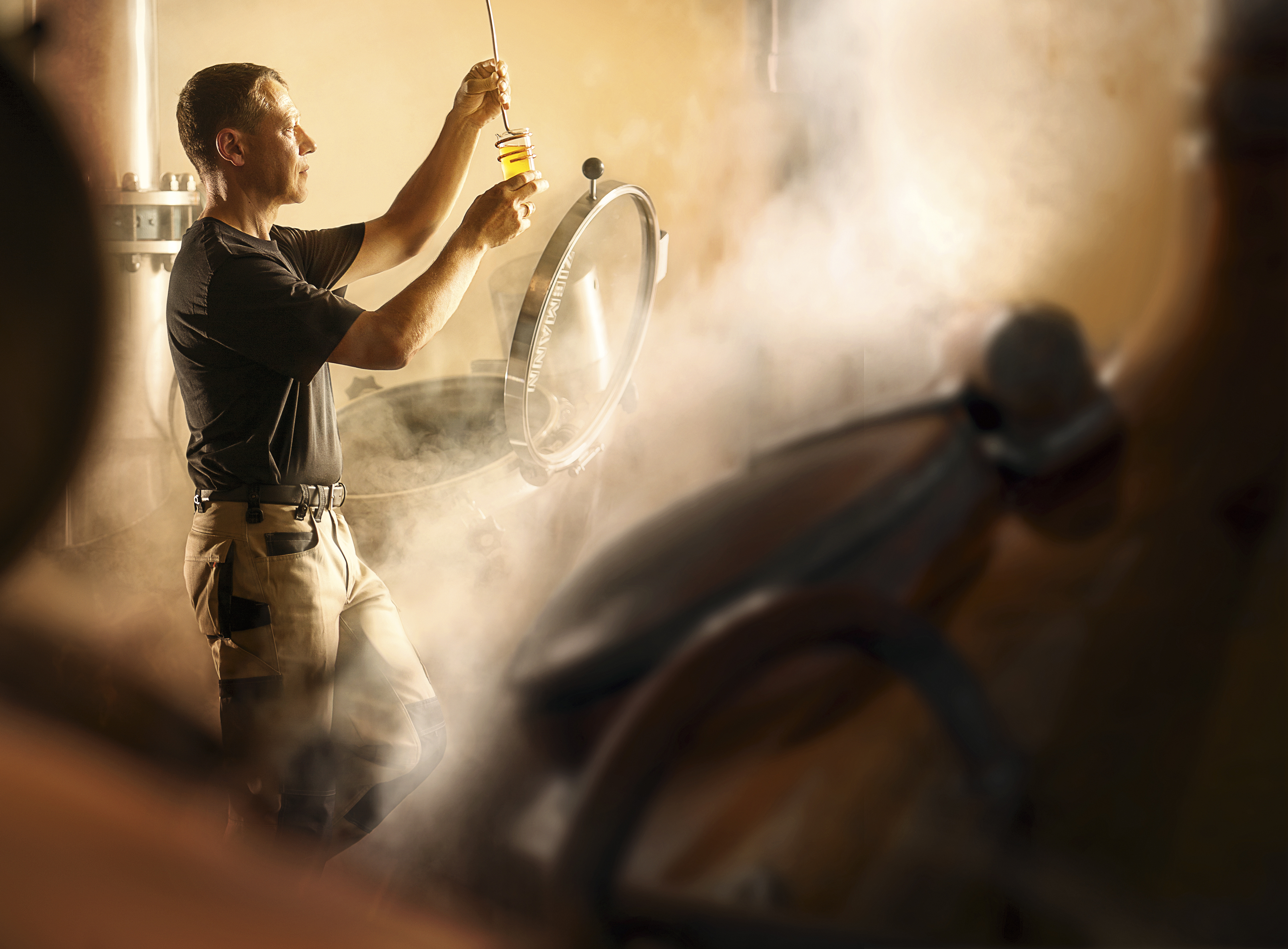
Sládek kontroluje proces výroby piva v pivovaru Schützengarten v St. Gallen

Sládek je označení pro osobu, která při procesu vaření piva dohlíží na technologický proces výroby od přípravy sladu, přes vystírání, rmutování, zchlazení, dozrávání až po finální stáčení piva do sudů, lahví nebo plechovek. V moderním pivovarském provozu se jedná o funkci hlavního technologa. Zkušenosti a zásahy sládka do výrobního procesu mají zásadní vliv na konečnou kvalitu a chuť piva.

## Významní sládci v českých zemích
- František Ondřej Poupě (1753–1805) – český sládek, zakladatel českého odborného pivovarnictví
- Josef Groll (1813–1887) – bavorský sládek, tvůrce piva plzeňského typu
- Vladimír Černohorský (1941–2015) – český sládek a výzkumník